# Conca
Conca je naselje in občina v francoskem departmaju Corse-du-Sud regije - otoka Korzika. Leta 1999 je naselje imelo 770 prebivalcev.

## Geografija
Kraj leži v jugovzhodnem delu otoka Korzike 20 km severno od Porto-Vecchia.

## Uprava
Občina Conca skupaj s sosednjimi občinami Lecci, Porto-Vecchio in Sari-Solenzara  sestavlja kanton Porto-Vecchio s sedežem v istoimenskem kraju. Kanton je sestavni del okrožja Sartène.